# Andrej Patúc
Andrej Patúc est un joueur slovaque de volley-ball né le 30 décembre 1984. Il mesure 2,01 m et joue réceptionneur-attaquant.

## Clubs
| Club               | De        | À         |
| ------------------ | --------- | --------- |
| VKP Bratislava     | 2003-2004 | 2007-2008 |
| Rennes Volley 35   | 2008-2009 | 2009-2010 |
| Narbonne Volley    | 2010-2011 | 2011-2012 |
| Asnières Volley 92 | 2012-2013 | 2012-2013 |
| Club Alès CVB      | 2013-2014 | 2013-2014 |

## Palmarès
- Championnat de Slovaquie (2)
  - Vainqueur : 2004, 2005